# Santo Domingo Yojovi
Santo Domingo Yojovi es una comunidad en el Municipio de San Andrés Solaga en el estado de Oaxaca. Santo Domingo Yojovi está a 1391 metros de altitud. 

## Geografía
Está ubicada a 17° 10' 32.88" latitud norte y 96° 7' 24.6" longitud oeste.

## Población
Según el censo de población de INEGI del 2010: la comunidad cuenta con una población total de 867 habitantes, de los cuales 451 son mujeres y 416 son hombres. Del total de la población 794 personas hablan alguna lengua indígena.

## Ocupación
El total de la población económicamente activa es de 224 habitantes, de los cuales 189 son hombres y 35 son mujeres.